# Bajka dla dorosłych
Bajka dla dorosłych – cykliczny telewizyjny wieczorny program humorystyczny z lat 70 XX w. Emitowany w niedziele o 20:20 lub 20:30, po wieczornym wydaniu „Dziennika Telewizyjnego”, w odróżnieniu od dobranocki dla dzieci, emitowanej przed nim. Był to kilkuminutowy satyryczny teatrzyk z narratorem, który przedstawiał prolog, epilog i morał. Fabuły bajek rozgrywały się najczęściej dawno, dawno, temu..., ale pojawiały się również historyjki współczesne. Istotą bajki była zaskakująca pointa-morał wygłaszany w ostatnim zdaniu przez narratora, po którym następowało już tylko „Dobranoc Państwu!”.
Narratorem programu był Jan Kobuszewski. Do najczęściej pojawiających się na ekranie w bajkach aktorów należeli Mieczysław Pawlikowski oraz Kazimierz Wichniarz (zazwyczaj w roli króla) i Lech Ordon (zazwyczaj w roli marszałka dworu), a występowali również: Bogusz Bilewski, Krystyna Borowicz, Mieczysław Czechowicz, Henryk Czyż, Bożena Dykiel, Andrzej Fedorowicz, Stefan Friedmann, Marian Glinka, Cezary Kapliński, Marian Kociniak, Halina Kowalska, Bohdan Łazuka, Krzysztof Majchrzak, Włodzimierz Nowak, Tadeusz Pluciński, Karol Stępkowski, Ewa Wiśniewska, Jolanta Wołłejko i inni.
Reżyserem programów z tego cyklu był Janusz Rzeszewski, redaktorką serii Lucyna Kańska, scenografię przygotowywały Ewa Rutowicz, Xymena Zaniewska. Teksty bajek pisało troje autorów Joanna Wilińska, Feliks Derecki i Andrzej Nowicki, okazjonalnie m.in. Maria Czubaszek.
Bajki dla dorosłych ukazały się w formie książkowej (pt. Dobranoc dla dorosłych; Wydawnictwa Radia i Telewizji 1977). W 1977 specjalny numer poświęcony audycji wydały „Szpilki”. W uznaniu stylu w jakim prezentował bajki, Jan Kobuszewski otrzymał w 1976 Złoty Ekran, nagrodę tygodnika filmowego „Ekran”.
W 2010 Telewizja Polska wydała 11 odcinków na DVD (Książę Birbantu, Wśród dzikich, O śpiących rycerzach, Duch króla, Zgadywanka, O śpiącym królewiczu, Skrzywdzona sierotka, Jak Johny został milionerem, Przyjaciel, Dziewczynka z zapałkami, O Filipie, który nie zwariował).
W 2011 na następnej płycie ukazały się odcinki Bohater mimo woli, Cudowne dziecko, Czarodziejskie szkiełka, Kariera, Mądra dziewczyna, Na arenie, Na Gwiazdkę, Pouczająca historia, Przyjęcie z napięciem, Sieroca dola, Słuszna decyzja oraz Spotkanie po latach.
W maju 2011 ukazała się płyta trzecia, z odcinkami Bitki w maderze, Litościwy zbójca, Na dworze księcia Certoła, Naszyjnik gwiazdy, Niepewna miłość, O królewnie i drwalu, O trzech królach, Przykra niespodzianka, Sarenka, W królewskich lasach, Wczasy na jachcie oraz Z wizytą u babci.
Na czwartej płycie, wydanej w czerwcu 2011 pojawiły się: Dziwny pustelnik, Królewskie wakacje (3 części), Królewskie znamię, Krwawy Alonzo, Nagłe zastępstwo, Najświeższe wiadomości, Nie ma się czego wstydzić, Niesamowita historia, Niezawodna broń, O księżnej pani i sierotce Marysi, O pani Saszkowej i Rozpieszczone bóstwo.
Płyta piąta, wydana we wrześniu 2011 zawiera 14 odcinków: Król się żeni, O prawdziwych dżentelmenach, O rybakównej, która chciała mieć siedmiu krasnoludków, Odwiedziny, Oślepiająca piękność, Parę funtów szczęścia (cz. 1 i 2), Podrzutek, Rodzinna pamiątka, Skrzydła (cz. 1 i 2), Sposób na królewny, Szczęśliwe przypadki i Wisełka
W październiku 2011 ukazała się szósta płyta Bajek z trzynastoma odcinkami: Bahama jelloł, Diabeł i dziewczyna, Dom „Pod Aniołkiem”, Dżentelmen włamywacz, Królewskie sny, Kto chce niech wierzy, Niespodzianka, O królewnie Śmieszce, komiku Garbusku i jednym smutnym, Przygoda wilka morskiego, Rybków albo Pipków, Straszliwa niepewność i Świąteczne życzenia (cz. 1 i 2).
W maju 2012 ukazała się płyta „Dobranoc dla dorosłych 1” będąca kontynuacją cyklu „Bajki dla dorosłych”. W czerwcu i w lipcu 2012 wydane zostały płyty „Dobranoc dla dorosłych 2” i „Dobranoc dla dorosłych 3”.

## Tytuły i tematy niektórych przedstawień
- Anty Love Story
- Bahama jelloł
- Bajka kapitalistyczna, (w wydaniu książkowym bajka nosi tytuł „Pieniążek”)
- Bajka o prognozowaniu, (w wydaniu książkowym bajka nosi tytuł „Król i astrolog”)
- Bitki w maderze
- Bohater – o tym jakiej odwagi cywilnej wymaga bycie bohaterem (emisja 6 lutego 1977, godz. 20:30)
- Bohater mimo woli
- Co koń wyskoczy
- Cudowne dziecko
- Czarodziejski kufer
- Czarodziejskie szkiełka
- Diabeł i dziewczyna (emisja 2 lutego 1975 o 20:20), (w wydaniu książkowym bajka nosi tytuł „Niewinna duszyczka”)
- Dobra rada
- Dobrana para (emisja 9 lutego 1975 o 20:20),  (w wydaniu książkowym bajka nosi tytuł „Odpowiedni kandydat”)
- Dobry uczynek
- Dom „Pod Aniołkiem”
- Duch króla
- Dziewczynka z zapałkami
- Dziwny pustelnik
- Dżentelmen włamywacz
- Eliksir młodości
- Fatamorgana
- Gry król się nudzi (emisja 16 lutego 1975 o 20:20)
- Gwiazdy mówią
- Jak Johny został milionerem – o tym, że miłość wzbogaca ludzi (bajka „współczesna”, Krzysztof Majchrzak w roli Johny'ego; emisja w 1977)
- Jak to się zaczęło
- Jedyne wyjście
- Jeleń i łania (emisja 26 stycznia 1975 o 20:20)
- Jeszcze raz o złotej rybce – która spełnia życzenia, ale NIK-owi trzeba się tłumaczyć samemu (bajka „współczesna”)
- Kariera, (w wydaniu książkowym bajka nosi tytuł „Kariera pięknej dziewczyny”)
- Kram na podzamczu
- Król się żeni
- Królewska rozrywka – o królu Barnabie z Asterbucji, który w oczekiwaniu na występ trupy aktorów zdobywa przydomek „Dobrotliwy” (K. Wichniarz w roli króla, L. Ordon jako marszałek dworu)
- Królewskie sny
- Królewskie wakacje (3 części)
- Królewskie znamię
- Krwawy Alonzo
- Książę Birbantu (z Tadeuszem Plucińskim w roli „playboya późnego średniowiecza”)
- Księżniczka na grochu
- Kto chce niech wierzy
- Kto to potrafi (emisja 5 stycznia 1975 o 20:20)
- Lekarskie sumienie
- Litościwy zbójca (emisja 11 kwietnia 1976 o 20:20)
- Mądra dziewczyna
- Misterna intryga
- Na arenie
- Na dworze księcia Certoła (emisja 25 kwietnia 1976 o 20:20)
- Na Gwiazdkę
- Na wszystko jest rada (emisja 23 lutego 1975 o 20:20)
- Nagłe zastępstwo
- Najświeższe wiadomości
- Naszyjnik gwiazdy
- Nie ma się czego wstydzić
- Niepewna miłość
- Niesamowita historia
- Niespodzianka
- Niewidzialna księżniczka
- Niezawodna broń
- Nowy nabytek
- O ciekawym królu
- O dwórce Małgorzacie – czyli bajka o prowadzeniu racjonalnej polityki kadrowej
- O Filipie, który nie zwariował (autor Maria Czubaszek)
- O kmieciu Ziomku i królu Bąbelku
- O królewiczu z bajki, (w wydaniu książkowym bajka nosi tytuł „O czym nie wiedzą”)
- O królewnie i drwalu
- O królewnie Śmieszce, komiku Garbusku i jednym smutnym – o trudach pracy w branży rozrywkowej
- O księżnej pani i sierotce Marysi
- O lekkomyślnej Blance
- O mądrym Feniksosie
- O pani Saszkowej
- O prawdziwych dżentelmenach
- O rybakównej, która chciała mieć siedmiu krasnoludków
- O smutnej roli wynalazcy
- O śpiących rycerzach
- O śpiącym królewiczu (z Bohdanem Łazuką)
- O trzech królach
- O zasłużonym rycerzu Kapiszonie – o tym jak trudno jest godnie wynagrodzić bohaterskiego rycerza (emisja 12 stycznia 1975 o 20:20)
- O złotonośnej kurze
- O znudzonych rozbójnikach
- Odcięta placówka – bajka o Napoleonie, która uczyła, że dla dobra instytucji warto czasem pozwolić koledze na awans
- Odwiedziny
- Opowiadanie wigilijne
- Oślepiająca piękność
- Pakt z diabłem (emisja 13 czerwca 1976 o 20:20)
- Palący problem
- Parę funtów szczęścia (dwie części)
- Pieniądze albo życie
- Podrzutek
- Portret Gryzeldy
- Pouczająca historia
- Przebrała się miarka
- Przygoda wilka morskiego
- Przyjaciel
- Przyjęcie z napięciem
- Przykra niespodzianka
- Raz koło Wielkiej Nocy
- Rodzinna pamiątka
- Rozpieszczone bóstwo
- Rozwodziny
- Rybków albo Pipków – o wyborze stolicy królestwa, którą został koniec końców Grzybków
- Sarenka
- Sen czy jawa?
- Sieroca dola
- Skąd to się wzięło (emisja 19 stycznia 1975 o 20:20)(w wydaniu książkowym bajka nosi tytuł „Stary obyczaj”)
- Skrzydła (dwie części)
- Skrzywdzona sierotka
- Słuszna decyzja
- Sposób na diabła
- Sposób na królewny
- Spotkanie po latach
- Starzec i dziewczyna – o tym, że panowie w pewnym wieku skłonni są wierzyć w szczerość uczuć młodych dziewcząt
- Straszliwa niepewność
- Syrenka (emisja 28 marca 1976 o 20:20)
- Szatańskie argumenty
- Szczęśliwe przypadki
- Szewczyk Połatajko
- Świąteczne życzenia (dwie części)
- Tylko sięgnąć ręką – że bycie niedostępną to najlepszy sposób kobiety na mężczyznę
- Uczta u księcia
- Upiorny Sylwester (emisja środa 1 stycznia 1975 o 20:20)
- W królewskich lasach
- W małej chatce
- W murowanej piwnicy
- W starym kraju
- Wczasy na jachcie – o tym, że w życiu nie robi się szybko kariery (bajka „współczesna”)
- Wisełka
- Wróżba, (w wydaniu książkowym bajka nosi tytuł „Głupstwo”)
- Wśród dzikich
- Z powinszowaniem urodzin
- Z wizytą u babci (emisja 18 kwietnia 1976 o 20:05)
- Zaliczka
- Zgadywanka
- Zuzanna i kupcy – o tym, że zapobiegliwa gospodyni zawsze ma coś w zanadrzu
- Źródło mądrości (emisja 2 marca 1975 o 20:20)

W wydaniu książkowym znalazły się także:
- Opowieść o dwóch wiedźmach
- W jesienną noc
- Jubileusz
- Tajemnice haremu
- Nagroda